# 川口浩 (俳優)
川口 浩（かわぐち ひろし、1936年〈昭和11年〉8月22日 - 1987年〈昭和62年〉11月17日）は、日本の俳優・司会者・探検家・タレント。

## 来歴
東京府生まれ。慶應義塾幼稚舎、慶應義塾普通部を経て、慶應義塾高等学校中退後、俳優座演劇研究所に入学。1956年（昭和31年）、映画『裁かれる十代』でデビューした。同年、初の主演作『処刑の部屋』で注目を集める。以降、大映現代劇の若手二枚目トップスターとして多くの映画に主演。京マチ子・若尾文子・山本富士子・岸恵子らなどと共演し、『巨人と玩具』、『妻は告白する』、『浮草』、『おとうと』などがある。
1960年（昭和35年）、野添ひとみと結婚。
1962年（昭和37年）に大映退社後は、実業家への転身を図る。不動産管理会社である株式会社川口エンタープライズを設立しアメリカ西海岸などへ集合住宅の視察へ赴いた。東京都文京区にある父・川口松太郎邸の広大な敷地を利用して、総工費7億円を費やして1964年（昭和39年）10月1日に開業した自宅兼デラックス賃貸および分譲マンションである川口アパートメントの運営を執り行った。入居者として1960年代には栗原玲児・藤村有弘・水谷八重子・水谷良重親子、1970年代に差し掛かる頃には加賀まりこ・安井かずみ、1980年代には月丘千秋、また1972年（昭和47年）より千葉真一・野際陽子夫妻が住んでいた。野際は1994年に千葉と離婚後も引っ越すこと無く、2017年に死去するまで生涯同アパートメントに住み続けた。
1967年（昭和42年）には芸能界に復帰し、二足の草鞋を履いた。同年、株式会社川口プロモーションを設立。復帰後はテレビへと活躍の場を移し、1969年（昭和44年）からはテレビドラマ『キイハンター』にレギュラー出演。フジテレビ競馬中継の司会・解説を務めるかたわら、1970年（昭和45年）、川口浩探検隊の前身の『ザ・ショック!!』（日本テレビ系）を企画・出演。
1977年（昭和52年）からは『水曜スペシャル』（テレビ朝日系）で『川口浩探検隊』が放送開始、シリーズ全43回に及ぶ人気を博した。
1983年（昭和58年）6月に放送された『恐怖!ブラジル魔境に人食いピラニア大軍団を追え!逆襲死闘』で、川口はピラニアに指を噛まれて負傷。後に出演したバラエティー番組ではこの時の傷跡を公開している。
1985年（昭和60年）に胃癌と診断され、手術後に闘病生活に入り一時は癌を克服する。
1987年（昭和62年）、自宅で食事が喉に痞え嘔吐したため病院で検査したところ食道癌と喉頭癌と診断され、再手術を行うも食道癌を除去した際の副作用で腎不全と肺炎を併発し同年11月17日に息を引き取った。51歳没。川口は肉親や家族が病で亡くなっていることを気にしており、ほぼ半年毎に健康診断を受診していた。特に両親である松太郎と三益は2人とも生前に癌を患っており川口自身も癌には特に気を付けていたものの早期発見することはできなかった。また、喉頭癌については直接の死因とはならなかったが「役者の命である声を失うわけにはいかない」とする川口本人の意向で最後まで手術を受けなかった。墓所は雑司ヶ谷霊園。
2005年（平成17年）1月26日、ユニバーサルミュージックから『川口浩探検隊』シリーズ中6本が初めてDVD化され、発売された。DVD化に合わせて未確認生物編の5話が山口正人・渡辺保裕・塚原洋一・沖圭一郎・のなかみのるにより漫画化され、日本文芸社より『漫画ゴラク』2005年1月28日増刊号として発売された。2007年にはGコミック『漫画川口浩探検隊 未確認生物編』として発売されている。

## 人物

### 競馬ファン
フジテレビ『競馬中継』の司会を長く務めたのみならず、自身もマルガリータ、マスカラーダ（1974年第8回ステイヤーズステークス2着）など中央競馬でも競走馬を所有していた。

### 探検家
毒蛇や毒蜘蛛に襲われたり、底なし沼にはまる、隊員たちが新たな脅威を発見し「隊長!」と叫ぶなどのシーンの多くは、あくまで「演出」であり、後に嘉門達夫がこれを皮肉った曲『ゆけ!ゆけ!川口浩!!』（1984年6月21日）を歌いヒットさせた。ただし、視聴者は「ドキュメンタリー」ではなく「エンターテインメント」として、それが意図的で毎回おなじみの演出であることをわかった上で、楽しむ番組だった。
このような過剰な演出が現在も回顧される一方で、DVD発売時の特番で、元・番組スタッフが語ったコメントでは、ジャングルなどの辺境の地での過酷な環境でおこなったロケは、命がけであったことが述懐されている。

### 家族・親族
父は作家で大映専務の川口松太郎、母は女優の三益愛子、妻は女優の野添ひとみである。松竹音楽舞踊学校出身で松竹でデビューした野添だったが、その頃から交際を始め、父・松太郎に頼みこみ大映に移籍させた。映画での共演作も多く、数年越しの交際を実らせての結婚だった。その後は娘2人をもうけ、おしどり夫婦として知られた。
俳優の川口恒と川口厚は弟、妹は女優で陶芸家の川口晶。元タカラジェンヌで宝塚歌劇団24期生の紀川瑠璃子は母方の叔母にあたる。
1978年5月21日に次弟・恒が大麻・コカイン・LSDの容疑で（懲役10ヶ月、執行猶予3年の判決）、6月6日に厚が大麻・LSDの容疑で（懲役10ヶ月、執行猶予3年の判決）。6月26日に妹・晶もLSDの容疑で逮捕された（書類送検・起訴猶予）。マスコミでは「川口一家の麻薬汚染事件」と報じられ、これを契機に恒は俳優業を引退し、晶もまた1982年に母・三益の死をきっかけに芸能界から引退している。
1982年（昭和57年）に母の三益が、翌1983年（昭和58年）に次女が血小板減少性紫斑病のため17歳で死去。1985年（昭和60年）に父・松太郎が亡くなるのと同時期に川口本人も胃癌と診断され、手術後に闘病生活に入り一時は癌を克服するも、1987年（昭和62年）11月17日、51歳で亡くなった。
1995年（平成7年）5月4日、妻の野添が甲状腺ガンのため死去。58歳没。川口が病魔に侵される数年前には脾のう胞を患うなど病気がちだったという。2008年（平成20年）9月17日には末弟の厚が脳内出血のため57歳で死去している。

## 出演

### 映画
- 日本橋（1956年、大映）
- 処刑の部屋（1956年、大映）
- 満員電車（1957年、大映）

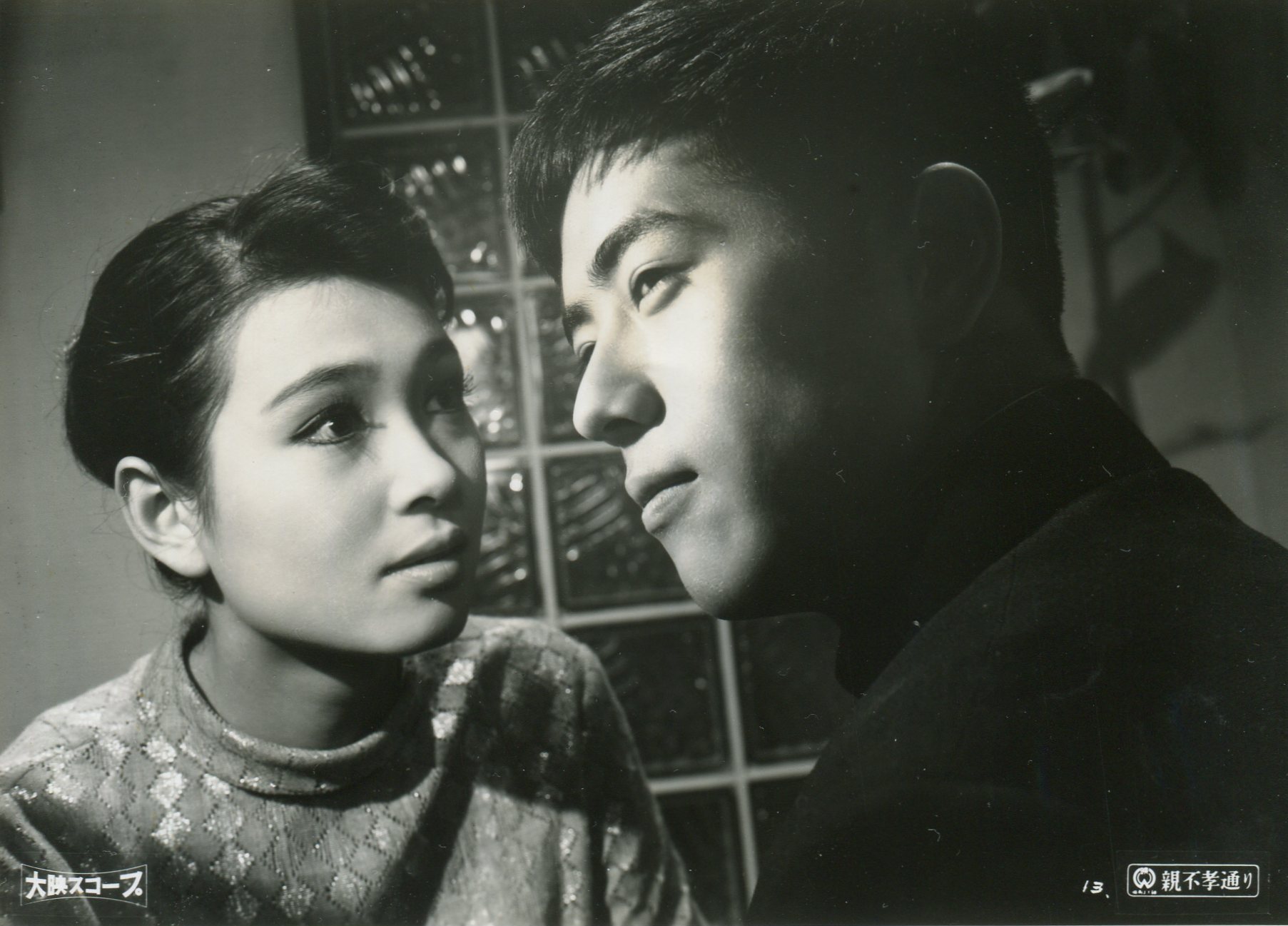
『親不孝通り』（1958年）

- 永すぎた春 （1957年、大映） - 宝部郁雄 役
- くちづけ（1957年、大映）
- 地上(1957年、大映)
- 巨人と玩具（1958年、大映）
- 親不孝通り（1958年、大映） - 外崎勝也
- 愛河（1958年　大映）水沢保夫
- 忠臣蔵（1958年、大映） - 大石主税
- 浮草（1959年、大映）
- 花の大障碍（1959年、大映） - 清水忠夫 役
- 美貌に罰あり（1959年　大映）
- さようなら、今日は（1959年　大映） - 片岡哲 役
- おとうと（1960年、大映）
- 勝利と敗北（1960年、大映） - 山中宗夫 役
- 妻は告白する（1961年、大映）
- 釈迦(1961年、大映)
- 銀座っ子物語（1961年　大映） - 宝井雄二 役
- お嬢さん（1961年、大映）
- 東京おにぎり娘（1961年、大映） - 白井五郎 役
- 黒蜥蜴 (1962年、大映)
- 閉店時間（1962年　大映） - 生方誠 役
- 秦・始皇帝（1962年、大映）
- あゝ海軍（1969年、大映）
- コント55号 宇宙大冒険（1969年、東宝） - ドグマ 役[9]
- 夜の手配師 すけ千人斬り（1971年、東映）

### ドラマ
- 秘密指令883 （1967年 - 1968年、フジテレビ） - 速水四郎 役
- 青春気流（1967年、NHK） - 木原淳平 役
- ローンウルフ 一匹狼 第26話「その影を撃て」（1968年、日本テレビ）
- キイハンター（TBS）
  - 第27話「殺しの招待旅行」、第28話「太陽に帰った殺し屋」（1968年） - 宮城 役
  - 第60話「パラシュート殺人部隊」 - 第262話「また逢う日までキイハンター」（1969年 - 1973年） - 吹雪一郎 役（レギュラー）
- ザ・ガードマン（TBS）
  - 第171話「情無用サラリーマン稼業」（1968年）
  - 第182話「サラリーマン・殺人旅行」（1968年）
- 大奥 第27話 - 第29話（1968年、関西テレビ）
- プレイガール 第5話「命知らずの女ども」（1969年、東京12チャンネル）

### バラエティ・その他
- 水曜スペシャル 川口浩探検隊（1977年 - 1985年）
- 日立 世界・ふしぎ発見!（TBS） - 初期に準レギュラー解答者として出演していた。
- 競馬中継（フジテレビ） - 夫妻で司会を務めた。
- ノックは無用!（関西テレビ） - 数年おきにゲストとして出演していた。

ほか多数

## 著書
- 『"ショック"世界旅行』日本テレビ放送網、1971年2月11日。NDLJP:12161334。

## 音楽作品
- 俺は知ってる（1958年） キングレコード C-1627[10]
  - 作詞：矢野亮 作曲：鎌多俊与 演奏：キングオーケストラ
- 親不孝通り（1959年） キングレコード C-1685[11][12]
  - 作詞：藤間哲郎 作曲：鎌多俊与 演奏：キングオーケストラ